# Facelina stearnsi
Facelina stearnsi är en snäckart som beskrevs av Cockerell 1901. Facelina stearnsi ingår i släktet Facelina och familjen Facelinidae. Inga underarter finns listade i Catalogue of Life.